# Гингер, Александр Самсонович
Алекса́ндр Самсо́нович Ги́нгер (17 октября 1897, Санкт-Петербург — 28 августа 1965, Париж) — русский поэт.

## Биография
Родился в Санкт-Петербурге в ассимилированной еврейской семье. Его отец, Самсон Григорьевич (Шимшон Гершевич) Гингер (1863 — после 1933), был врачом-патологоанатомом, получившим право жительства в Санкт-Петербурге в 1890 году и в 1902 году защитившим в Императорской военно-медицинской академии диссертацию доктора медицины по теме «Об экспериментальной бугорчатке печени» (в том же году опубликована отдельной книгой в типографии «В. С. Балашев и Ко»); работал в патолого-анатомическом отделении Института экспериментальной медицины. Дед А. С. Гингера по материнской линии — выпускник Московского университета Михаил Осипович Блюменфельд (1842—1900, из семьи казённого раввина Кишинёва), заведовал хирургическим отделением земской больницы, был гласным кишинёвской городской думы и кавалером ордена Св. Владимира за участие в русско-турецкой войне 1877—1878 года. Мать Гингера, Мария Михайловна Гингер (урождённая Мария-Розалия Михайловна Блюменфельд; 1876, Кишинёв — 1942, Освенцим), была зубным врачом. Родители заключили брак 27 октября 1896 года в Кишинёве.
В Санкт-Петербурге семья жила на Вознесенском проспекте, № 23. С 1919 года — с матерью в эмиграции во Франции (отец практиковал как врач в Ленинграде до начала 1930-х годов). С 1921 года участник одного из первых литературных объединений в Париже — «Палаты поэтов»; под его маркой вышла первая книга стихов Гингера «Свора верных», в которой заметно влияние Гумилёва. В 1923—1924 годах входил в группу «Через» (И. Зданевич, С. Ромов, К. Терешкович и другие), один из организаторов «Союза молодых поэтов и писателей», участвовал в объединениях «Кочевье», «Круг», «Перекрёсток», «Гатарапак» и других. Работал бухгалтером в химической компании, которой управлял его родной дядя. В 1929—1932 годах жил в нормандском городе Серкиньи, где работал в филиале той же компании.
Выпустил пять поэтических сборников: «Свора верных» (1921), «Преданность» (1925), «Жалоба и торжество» (1939), «Весть» (1957) и «Сердце» (1965). Несколько стихотворений вошли в антологию «Якорь» под редакцией Г. В. Адамовича и М. Л. Кантора (1936).
В годы Второй мировой войны вместе с женой оставался в оккупированном Париже. Мать Гингера, Мария Михайловна Блюменфельд, как иностранная подданная еврейского происхождения была депортирована из Парижа в концентрационный лагерь Освенцим, где погибла.
В 1946 году вместе с женой приняли советское гражданство. Незадолго до смерти принял буддизм.

## Семья
- Жена (с 1926 года) — поэтесса Анна Семёновна Присманова.
  - Сыновья — Базиль Гингер (Basile Ginger, 1925—2010), исследователь в области еврейской генеалогии[7], и Серж Гингер (1928—2011), выдающийся психотерапевт, теоретик гештальттерапии, основатель (вместе с Анной Гингер) l’Ecole Parisienne de Gestalt[8].
- Дяди — архитекторы Сергей Григорьевич Гингер и Цалель Гершевич Гингер[9][10].
- Двоюродная сестра матери, Анна Исааковна Блюменфельд (1866—1930), была замужем за известным юристом, публицистом и государственным деятелем И. В. Гессеном[11]. В их семье воспитывался философ С. И. Гессен.

## Творчество
«Он был ни на кого не похож ни в чем, — вспоминал о Гингере Гайто Газданов, — начиная с манеры говорить и кончая манерой одеваться. Его неожиданные, срывающиеся интонации и четкое разделение фраз в разговоре, фонетические подъемы и провалы в чтении стихов — так никто не говорил и не читал, кроме Гингера… Его лицо, резко некрасивое, нельзя было не запомнить…» Стихи Гингера высоко ценили Георгий Адамович, Марина Цветаева, Иван Бунин, Вадим Андреев, Юрий Терапиано.

Его стихи говорят об освобождении от земных страданий, об одиночестве, о том, что на сказанное он не находит отклика. Эти стихи могут быть молитвой или призывом к молитве, они напоминают о скромности, приятии земной судьбы и её причастности к ходу времен, в них сказано и о смене поколений. Гингер призывает быть благодарным за каждый новый день и жить в сознании будущей смерти. Его идеал — не геройство, а жертвенность. Язык его поэзии прост, он не боится риторики и пользуется архаичными оборотами речи.

(Вольфганг Казак)
В России творчество Гингера было опубликовано двумя изданиями 1999 и 2013 годов (см. ниже).

## Публикации
- Гингер А. Свора верных. — Париж: Палата поэтов, 1922. — 37 с.
- Гингер А. Преданность: Вторая книга стихов / Обл. Виктора Барта. — Париж: Канарейка, 1925. — 94 с.
- Гингер А. Жалоба и торжество: Третья книга стихов. — Париж: Дом книги, 1939. — 45 с.
- Гингер А. Весть. Стихотворения. — Париж: Рифма, 1957.
- Гингер А. Сердце. Стихи. 1917—1964. — Париж: 1965.
- Присманова А., Гингер А. Туманное звено. / Сост., предисл. и комм. К. Рагозиной. — Томск: Водолей, 1999. — 256 c. — ISBN 5-7137-0107-7.
- Гингер А. С. Стихотворительное одержанье: Стихи, проза, статьи, письма. В 2 тт. / Сост., подг. текста, вст. статья и комм. В. Хазана. — М.: Водолей, 2013. — 320 + 496 с. — (Серебряный век. Паралипоменон). — ISBN 978-5-91763-165-3